# Thelypteris crenata
Thelypteris crenata är en kärrbräkenväxtart som beskrevs av Alan Reid Smith och Lellinger. Thelypteris crenata ingår i släktet Thelypteris och familjen Thelypteridaceae. Inga underarter finns listade.